# Фаризі
Фаризі (груз. ფარიზი) — село в Грузії.
За даними перепису населення 2014 року в селі проживає 774 особи.